# Bactrodesmium spilomeum
Bactrodesmium spilomeum är en svampart som först beskrevs av Berk. & Broome, och fick sitt nu gällande namn av E.W. Mason & S. Hughes 1953. Bactrodesmium spilomeum ingår i släktet Bactrodesmium, klassen Dothideomycetes, divisionen sporsäcksvampar och riket svampar.   Inga underarter finns listade i Catalogue of Life.